# Mercado Único Digital

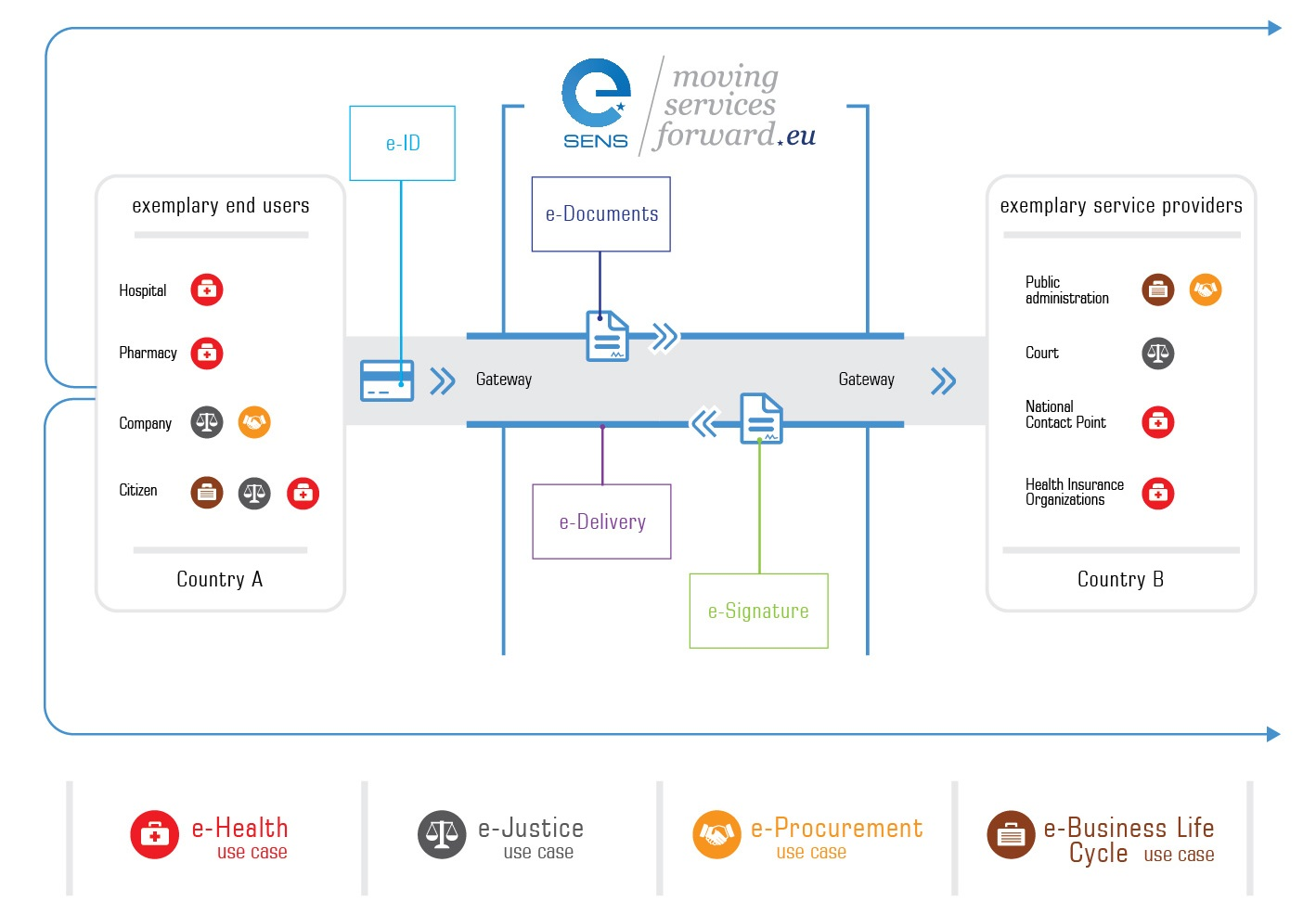
e-SENS (Electronic Simple European Networked Services) -allanando el camino a la fase "en vivo" de los servicios públicos digitales transfronterizos. Estrategia del Mercado Único Digital para Europa

El Mercado Único Digital es un sector previsto del Mercado Único Europeo que abarca el marketing digital, el comercio electrónico y las telecomunicaciones. Fue anunciado en mayo de 2015 por la Comisión Juncker.
Andrus Ansip, Vicepresidente del Mercado Único Digital y Günther Oettinger, el Comisario europeo para Sociedad y Economía Digitales, son responsables en la Comisión Europea para la implementación del Mercado Único Digital.

## Estrategia
El Mercado Único Digital es parte del programa de la Agenda Digital para Europa 2020 programa de la UE, iniciativa de la estrategia propuesta para Europa 2020. Se define por Una Estrategia de Mercado Única Digital para Europa por la Comisión Europea.
Los tres "pilares" de la estrategia de la Comisión europea son:
- Acceso a productos y servicios en línea
- Condiciones para que las redes y servicios digitales crezcan y prosperen
- Crecimiento de la economía digital europea

Estos puntos tendrían que dirigirse a temas como la "reforma de la ley Europea de derechos de autor" y la "revisión de normas relativas a los medios de comunicación audiovisuales", el bloqueo geográfico, las ventas fronterizas, la "reforma de las normas de la UE en materia de telecomunicaciones", "servicios digitales de tratamiento de datos personales" y "construyendo un economía impulsada por datos".